# Toyei (Arizona)
Toyei es un lugar designado por el censo ubicado en el condado de Apache en el estado estadounidense de Arizona. En el Censo de 2010 tenía una población de 13 habitantes y una densidad poblacional de 15,3 personas por km².

## Geografía
Toyei se encuentra ubicado en las coordenadas 35°42′14″N 109°56′17″O / 35.70389, -109.93806. Según la Oficina del Censo de los Estados Unidos, Toyei tiene una superficie total de 0.85 km², de la cual 0.84 km² corresponden a tierra firme y (0.91%) 0.01 km² es agua.

## Demografía
Según el censo de 2010, había 13 personas residiendo en Toyei. La densidad de población era de 15,3 hab./km². De los 13 habitantes, Toyei estaba compuesto por el 0% blancos, el 0% eran afroamericanos, el 100% eran amerindios, el 0% eran asiáticos, el 0% eran isleños del Pacífico, el 0% eran de otras razas y el 0% pertenecían a dos o más razas. Del total de la población el 0% eran hispanos o latinos de cualquier raza.